# Kivy
Kivy(キビー)は、PythonのNUI(Natural User Interface)でのマルチタッチアプリケーション開発のためのオープンソースライブラリである。動作環境はAndroid、iOS、Linux、Mac OS X、Windowsである。MITライセンスで配布されているフリーのオープンソースソフトウェアである。
Kivyは様々なプラットフォームで動作するように開発が進められており、Raspberry Piもサポートされた。
特徴としては以下のとおりである。
- マウス、キーボード、TUIO、OS固有のマルチタッチイベントなど広範な入力への対応
- OpenGL ES 2のVertext Buffer Objectとshadersを使用したグラフィックライブラリ
- マルチタッチ対応のさまざまなウィジェット
- カスタムウィジェットを容易にデザインするための中間言語Kv

Kivy は PyMTを発展させたものであり、新しいアプリケーションの開発には PyMT ではなく Kivy を使うことが推奨されている。

## 姉妹プロジェクト
- Buildozer: AndroidとiOS用の汎用Pythonツール。
- Plyer: Pythonラッパーのプラットフォーム非依存API群。
- Pyjnius: PythonからJava / Android APIへの動的アクセスする。
- Pyobjus: PythonからObjective-C / iOS APIへの動的アクセスする。
- Python for Android: Pythonアプリケーションをビルドしてパッケージ化するためのツールチェーン。
- Kivy iOS:iOS用のKivyアプリケーションをビルドしてパッケージ化するためのツールチェーン。
- Audiostream: マイクとスピーカーに直接アクセスするためのライブラリ。
- Kivy Designer:KivyのUIデザイナー。
- KivEnt: ivyのエンティティベースのゲームエンジン。
- Garden: ユーザーが作成し管理するウィジェットとライブラリ。
- kivy-sdk-packager: Windows、OS X、LinuxでのKivy SDKの生成用スクリプト。
- kivy-remote-shell: リモートSSH + Python対話型シェルアプリケーション。

## コード
ボタン一つのHello worldアプリケーションは下記のとおり。
```
from
 
kivy.app
 
import
 
App

from
 
kivy.uix.button
 
import
 
Button

class
 
TestApp
(
App
):

    
def
 
build
(
self
):

        
return
 
Button
(
text
=
'Hello World'
)

TestApp
()
.
run
()

```

## 言語としてのKv
Kvは言語として、ユーザーインターフェースとその作用を記述できるようになっている。QMLと同じく、容易にUI全体を作り、そこにイベントを追加できる。たとえばキャンセルとロードのボタンをのせたローディングダイアログを含むファイルブラウザを作るなら、ベースとなるウィジェットを一つPythonで作り、あとはKvでUIを構築できる。
In main.py:
```
class
 
LoadDialog
(
FloatLayout
):

    
def
 
load
(
self
,
 
filename
):
 
pass

    
def
 
cancel
(
self
):
 
pass

```

And in the associated Kv:
```
#
:
kivy
 
1.4.0

<
LoadDialog
>:

    
BoxLayout
:

        
size
:
 
root
.
size

        
pos
:
 
root
.
pos

        
orientation
:
 
"vertical"

        
FileChooserListView
:

            
id
:
 
filechooser

        
BoxLayout
:

            
size_hint_y
:
 
None

            
height
:
 
30

            
Button
:

                
text
:
 
"Cancel"

                
on_release
:
 
root
.
cancel
()

            
Button
:

                
text
:
 
"Load"

                
on_release
:
 
root
.
load
(
filechooser
.
path
,
 
filechooser
.
selection
)

```

## Google Summer of Code
KivyはPython Software FoundationのGoogle Summer of Codeに参加しました。
- Kivy in GSoC'2014: https://www.google-melange.com/archive/gsoc/2014/orgs/python
- Kivy in GSoC'2015: https://www.google-melange.com/archive/gsoc/2015/orgs/python
- Kivy in GSoC'2016: https://wiki.python.org/moin/SummerOfCode/2016

## References
1. ↑  “Kivy changelog”, kivy.org 2016年4月5日閲覧。
2. ↑  “FAQ: How is Kivy related to PyMT?”, kivy.org 2012年6月9日閲覧。